# Bez litości (film 2010)
Bez litości (ang. I Spit on Your Grave) – amerykański horror z 2010 roku w reżyserii Stevena R. Monroego. Film jest remakiem horroru Pluję na twój grób (Day of the Woman) z 1978 roku. Obraz jest reprezentantem gatunku filmowego rape and revenge, gdzie fabuła skupia się na zemście kobiety, na której dokonano brutalnego gwałtu.

## Fabuła
Jennifer Hills, młoda, atrakcyjna pisarka wyjeżdża do domku w lesie, aby w malowniczej okolicy popracować nad kolejną powieścią. Niestety szybko zwraca na siebię uwagę miejscowych zbirów. Bandyci brutalnie ją gwałcą, a kobieta cudem uchodzi z życiem. Kiedy Jennifer dochodzi do siebie, postanawia wymierzyć sprawiedliwość na własną rękę. Rozpoczyna się brutalna zemsta.

## Obsada
- Daniel Franzese jako Stanley
- Chad Lindberg jako Matthew
- Rodney Eastman jako Andy
- Sarah Butler jako Jennifer
- Jeff Branson jako Johnny
- Saxon Sharbino jako Chastity
- Amber Dawn Landrum jako dziewczyna na stacji benzynowej
- Andrew Howard jako szeryf Storch
- Mollie Milligan jako pani Storch
- Tracey Walter jako Earl Woodason